# Залєсна (Нижньогородська область)
Залєсна (рос. Залесная) — присілок в Борському міському окрузі Нижньогородської області Російської Федерації.
Населення становить 2 особи. Входить до складу муніципального утворення Міський округ місто Бор.

## Історія
Від 2010 року входить до складу муніципального утворення Міський округ місто Бор.

## Населення
| 2002 | 2010 |
| ---- | ---- |
| 5    | ↘2   |